# Leopold Salvátor Rakousko-Toskánský
Leopold Salvátor Rakousko-Toskánský (15. října 1863, Brandýs nad Labem – 4. září 1931, Vídeň) byl rakouský arcivévoda a princ toskánský pocházející z Habsbursko-Lotrinské dynastie. Od patnácti let sloužil v c. k. armádě a s ohledem na svůj původ prodělal rychlou kariéru, mimo jiné byl zastáncem modernizace dělostřelectva a uplatnil se i jako vynálezce. V letech 1907–1918 zastával funkci generálního inspektora dělostřelectva a za první světové války dosáhl druhé nejvyšší hodnosti generálplukovníka (1916). Po zániku Rakouska-Uherska žil delší dobu ve Španělsku, krátce před smrtí se vrátil do Vídně.

## Biografie

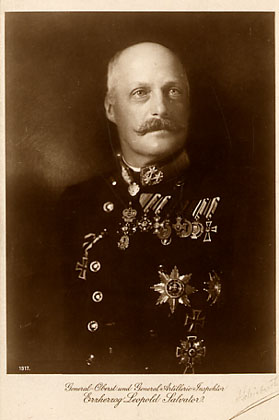
Arcivévoda Leopold Salvátor jako generálplukovník rakousko-uherské armády (1916)

Narodil se jako nejstarší syn arcivévody Karla Salvátora Toskánského a jeho ženy Marie Immakulaty Bourbonsko-Sicilské, dcery Ferdinanda II. Sicilského a arcivévodkyně Marie Terezie Izabely Rakouské. Jeho rodištěm byl zámek Brandýs nad Labem, který byl krátce předtím vyčleněn z císařských statků jako exilové sídlo toskánské linie Habsburků. Byl předurčen k vojenské kariéře a jako člen vládnoucí dynastie rychle postupoval v hodnostech. Již v patnácti letech poručíkem s příslušností k 77. pěšímu pluku v Hradci Králové (1878). V letech 1881–1883 studoval na Technické vojenské akademii ve Vídni a mezitím byl povýšen na nadporučíka (1882). Další službu vykonával v Olomouci a v roce 1885 se stal kapitánem u 3. dělostřeleckého pluku v Brně. Jako dělostřelecký důstojník poté sloužil ve Štýrském Hradci a Opavě. V letech 1887–1889 si doplnil vzdělání na Válečné škole (K.u.k. Kriegsschule) ve Vídni a v hodnosti majora byl přidělen k 11. armádnímu sboru ve Lvově (1889). U různých jednotek ve Lvově strávil pět let a mezitím dosáhl hodností podplukovníka (1891) a plukovníka (1892). 

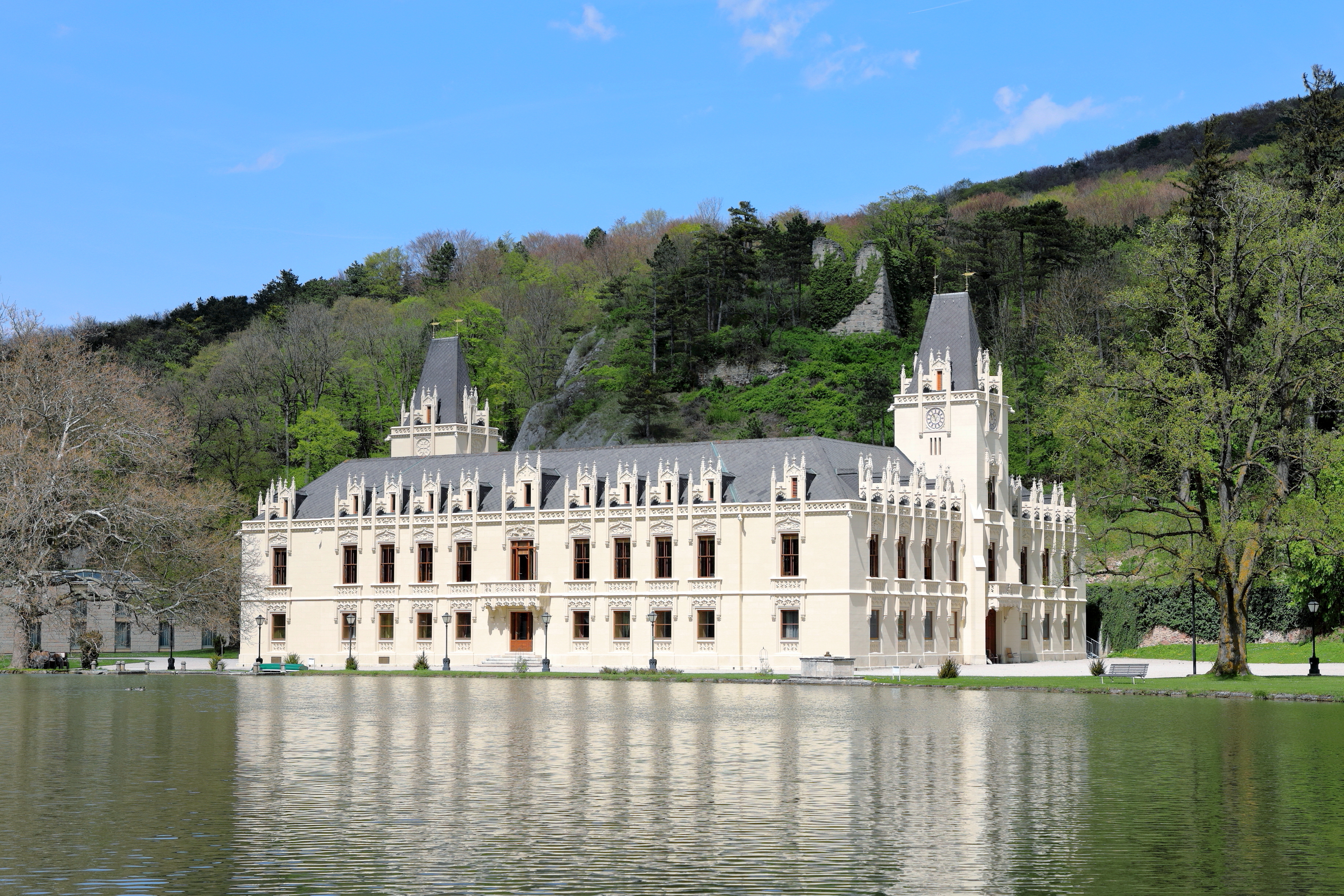
Zámek Hernstein (Dolní Rakousko), majetek Leopolda Salvátora od roku 1913

K datu 26. dubna 1896 získal hodnost generálmajora a stal se velitelem 13. dělostřelecké brigády v Záhřebu, kde setrval čtyři roky později jako velitel 72. pěší brigády (1898–1899) a 36. pěší brigády (1899–1900). Dne 26. října 1899 byl povýšen do hodnosti polního podmaršála a následně byl povolán do Vídně, kde byl velitelem 25. pěší divize (1900–1906). Další postup následoval 26. října 1906, kdy získal hodnost polního zbrojmistra a od roku 1907 zastával funkci generálního inspektora dělostřelectva. V této funkci usiloval o modernizaci dělostřelectva v c. k. armádě, celoživotně se zajímal o technické novinky a sám byl autorem několika vynálezů, které si nechal patentovat a díky tomu zbohatl. Vynalezl například pohon na všechna čtyři kola pro dělostřelecká vozidla. Kromě toho se podílel na rozvoji vzduchoplavby a létal balónem. Vysoké zisky si připsal za první světové války dodávkami předražené, přitom ale podřadné sušené zeleniny pro armádu z továren s monopolním postavením, v nichž byl podílníkem. K datu 20. května mu byla udělena nově zřízená hodnost v rakousko-uherské armádě generálplukovníka. Po nástupu císaře Karla I. jeho vliv poklesl a v březnu 1918 byl odvolán z funkce generálního inspektora dělostřelectva. Po zániku monarchie byl k datu 1. prosince v armádě penzionován.
Po rozpadu Rakouska-Uherska ztratil výsady spojené s příslušností k rodu Habsburků a po roce 1918 žil ve Španělsku, kde měl zázemí díky své manželce z rodu španělských Bourbonů, pobývali převážně v Barceloně. V roce 1930 se vrátil do Vídně, kde zemřel 4. září 1931 ve věku 67 let. Je pohřben v císařské hrobce ve Vídni.
Od roku 1913 byl majitelem velkostatku se zámkem Hernstein v Dolním Rakousku, který zdědil po arcivévodu Rainerovi. K velkostatku patřilo přes 4.300 hektarů půdy v okresu Baden. Po úmrtí Leopolda Salvatora zdědili zámek jeho tři synové Anton, Franz Josef a Carlos.

## Tituly a ocenění
Jako člen rodu Habsburků a rakouský arcivévoda měl od narození do roku 1918 nárok na oslovení Jeho císařská a královská Výsost (Seine kaiserliche und königliche Hoheit). V patnácti letech obdržel nejvyšší rakouské vyznamenání Řád zlatého rouna, a po dosažení plnoletosti se stal automaticky členem Panské sněmovny. Během své vojenské kariéry se stal nositelem nejvyšších vyznamenání v Rakousku-Uhersku, řadu ocenění získal také v zahraničí. Získal čestný doktorát na Vysoké škole technické ve Vídni a České polytechnice v Praze, dále byl čestným protektorem České akademie věd a umění v Praze, čestným členem Císařské akademie věd ve Vídni a řady dalších institucí. Od roku 1893 byl čestným majitelem 18. pěšího pluku dislokovaného v Hradci Králové, který spadal pod 9. armádní sbor v Litoměřicích.

### Rakousko-Uhersko
- Řád zlatého rouna (1878)
- Jubilejní pamětní medaile (1898)
- Vojenský záslužný kříž III. třídy (1898)
- Služební odznak pro důstojníky III. třídy (1903)
- Bronzová vojenská záslužná medaile (1908)
- Vojenský jubilejní kříž (1908)
- velkokříž Královského uherského řádu svatého Štěpána (1911)
- Služební odznak pro důstojníky II. třídy (1913)
- Vyznamenání za zásluhy o Červený kříž s válečnou dekorací (1915)
- Vojenský záslužný kříž I. třídy s válečnou dekorací (1916)
- Řád železné koruny I. třídy s válečnou dekorací (1918)

### Zahraničí
- velkokříž Řádu svatého Josefa (Toskánsko, 1881)
- velkokříž Řádu routové koruny (Sasko, 1891)
- velkokříž Řádu sv. Ferdinanda (Království obojí Sicílie, 1892)
- velkokříž Vévodského sasko-ernestinského domácího řádu (Sasko-Altenbursko, 1894)
- velkokříž Řádu sv. Huberta (Bavorsko, 1897)
- velkokříž Řádu bílého orla (Srbsko, 1899)
- velkokříž Řádu sv. Alexandra (Bulharsko, 1899)
- velkokříž Řádu bílého sokola (Sasko, 1901)
- velkokříž Viktoriina řádu (Spojené království, 1903)[pozn. 2][17]
- Řád černé orlice (Německo, 1903)
- Řád červené orlice I. třídy (Německo, 1903)
- velkokříž Řádu württemberské koruny (Württembersko, 1904)
- velkokříž Domácího řádu vendické koruny (Meklenbursko, 1904)
- velkokříž Řádu siamské koruny (Siam, 1904)
- velkokříž Domácího řádu věrnosti (Bádensko, 1907)
- velkokříž Řádu Bertholda I. (Bádensko, 1907)
- velkokříž Domácího řádu Albrechta Medvěda (Anhaltsko, 1908)
- velkokříž Řádu Karla I. (Rumunsko, 1908)
- velkokříž Řádu Leopoldova (Belgie, 1910)
- velkokříž Královského řádu sv. Cyrila a Metoděje (Bulharsko, 1916)

## Manželství a potomci

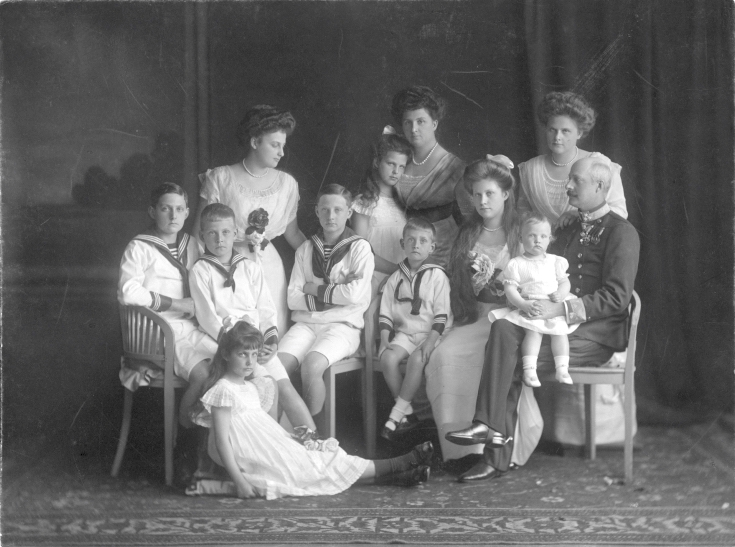
Arcivévoda Leopold Salváto s rodinou (1912)

V roce 1889 se oženil s princeznou Blankou Bourbonsko-Katilskou (1868–1949), dcerou karlistického pretendenta španělského trůnu, Karla Bourbonského, vévody madridského. Sňatek se konal 24. října 1889 na zámku Frohsdorf, který byl tehdy majetkem španělských Bourbonů. Arcivévodkyně Blanka byla nositelkou velkokříže Alžbětina řádu, dámou Řádu hvězdového kříže, za první světové války získala několik ocenění za své aktivity v Mezinárodním červeném kříži. Z manželství se narodilo deset dětí: 
- Marie Dolores (1891–1974)
- Marie Immaculata (1892–1971) ∞ 1932 Igino Nobile Neri-Serneri (1891–1950)[18]
- Markéta (1894–1986) ∞ 1937 Francesco Marchese Taliani de Marchio (1887–1968)[19][20]
- Rainer Karel (1895–1930), nadporučík v italské frontě
- Leopold (1897–1958)[21]
  - ∞ 1919 baronka Dagmar Nicolis-Podrinie, svobodná paní z Wolfenou (1898–1971), rozvod r. 1931
  - ∞ Alice Coburnová
- Marie Antonie (1899–1977)[22][23]
  - ∞ 1924 Don Raimond Orlandis y de Villalonga (1896–1936)
  - ∞ 1942 Luis Perez Suere
- Antonín (1901–1987) ∞ 1931 Ileana Rumunská, dcera Ferdinanda I. Rumunského, (rozvedeno v r. 1954)
- Assunta (1902–1993) ∞ 1939 dr. Josef Hopfinger (1905–1992), rozvod r. 1950
- František Josef (1905–1975), vévoda madridský
  - ∞ 1937 Marta Baumerová, rozvod r. 1962
  - ∞ 1962 Marie Elena Seunigová
- Karel Pius Salvátor (1909–1953) ∞ 1938 Christa Satzger de Bálványoshttp[24][25]

## Vývod z předků
|                                     |                                    |  |                                 |                                     |  |  |  |  |  |  |  | Leopold II. |
|                                     |                                    |  |                                 |                                     |  |  |  |  |  |  |  |             |
|                                     | Ferdinand III. Toskánský           |  |                                 |                                     |  |  |  |  |  |  |  |             |
|                                     |                                    |  |                                 |                                     |  |  |  |  |  |  |  |             |
|                                     |                                    |  |                                 | Marie Ludovika Španělská            |  |  |  |  |  |  |  |             |
|                                     |                                    |  |                                 |                                     |  |  |  |  |  |  |  |             |
|                                     | Leopold II. Toskánský              |  |                                 |                                     |  |  |  |  |  |  |  |             |
|                                     |                                    |  |                                 |                                     |  |  |  |  |  |  |  |             |
|                                     |                                    |  |                                 | Ferdinand I. Neapolsko-Sicilský     |  |  |  |  |  |  |  |             |
|                                     |                                    |  |                                 |                                     |  |  |  |  |  |  |  |             |
|                                     | Luisa Marie Neapolsko-Sicilská     |  |                                 |                                     |  |  |  |  |  |  |  |             |
|                                     |                                    |  |                                 |                                     |  |  |  |  |  |  |  |             |
|                                     |                                    |  |                                 | Marie Karolína Habsbursko-Lotrinská |  |  |  |  |  |  |  |             |
|                                     |                                    |  |                                 |                                     |  |  |  |  |  |  |  |             |
|                                     | Karel Salvátor Rakousko-Toskánský  |  |                                 |                                     |  |  |  |  |  |  |  |             |
|                                     |                                    |  |                                 |                                     |  |  |  |  |  |  |  |             |
|                                     |                                    |  |                                 | Ferdinand I. Neapolsko-Sicilský     |  |  |  |  |  |  |  |             |
|                                     |                                    |  |                                 |                                     |  |  |  |  |  |  |  |             |
|                                     | František I. Neapolsko-Sicilský    |  |                                 |                                     |  |  |  |  |  |  |  |             |
|                                     |                                    |  |                                 |                                     |  |  |  |  |  |  |  |             |
|                                     |                                    |  |                                 | Marie Karolína Habsbursko-Lotrinská |  |  |  |  |  |  |  |             |
|                                     |                                    |  |                                 |                                     |  |  |  |  |  |  |  |             |
|                                     | Marie Antonie Neapolsko-Sicilská   |  |                                 |                                     |  |  |  |  |  |  |  |             |
|                                     |                                    |  |                                 |                                     |  |  |  |  |  |  |  |             |
|                                     |                                    |  |                                 | Karel IV. Španělský                 |  |  |  |  |  |  |  |             |
|                                     |                                    |  |                                 |                                     |  |  |  |  |  |  |  |             |
|                                     | Marie Isabela Španělská            |  |                                 |                                     |  |  |  |  |  |  |  |             |
|                                     |                                    |  |                                 |                                     |  |  |  |  |  |  |  |             |
|                                     |                                    |  |                                 | Marie Luisa Parmská                 |  |  |  |  |  |  |  |             |
|                                     |                                    |  |                                 |                                     |  |  |  |  |  |  |  |             |
| Leopold Salvátor Rakousko-Toskánský |                                    |  |                                 |                                     |  |  |  |  |  |  |  |             |
|                                     |                                    |  |                                 |                                     |  |  |  |  |  |  |  |             |
|                                     |                                    |  | Ferdinand I. Neapolsko-Sicilský |                                     |  |  |  |  |  |  |  |             |
|                                     |                                    |  |                                 |                                     |  |  |  |  |  |  |  |             |
|                                     | František I. Neapolsko-Sicilský    |  |                                 |                                     |  |  |  |  |  |  |  |             |
|                                     |                                    |  |                                 |                                     |  |  |  |  |  |  |  |             |
|                                     |                                    |  |                                 | Marie Karolína Habsbursko-Lotrinská |  |  |  |  |  |  |  |             |
|                                     |                                    |  |                                 |                                     |  |  |  |  |  |  |  |             |
|                                     | Ferdinand II. Neapolsko-Sicilský   |  |                                 |                                     |  |  |  |  |  |  |  |             |
|                                     |                                    |  |                                 |                                     |  |  |  |  |  |  |  |             |
|                                     |                                    |  |                                 | Karel IV. Španělský                 |  |  |  |  |  |  |  |             |
|                                     |                                    |  |                                 |                                     |  |  |  |  |  |  |  |             |
|                                     | Marie Isabela Španělská            |  |                                 |                                     |  |  |  |  |  |  |  |             |
|                                     |                                    |  |                                 |                                     |  |  |  |  |  |  |  |             |
|                                     |                                    |  |                                 | Marie Luisa Parmská                 |  |  |  |  |  |  |  |             |
|                                     |                                    |  |                                 |                                     |  |  |  |  |  |  |  |             |
|                                     | Marie Imakuláta Neapolsko-Sicilská |  |                                 |                                     |  |  |  |  |  |  |  |             |
|                                     |                                    |  |                                 |                                     |  |  |  |  |  |  |  |             |
|                                     |                                    |  |                                 | Leopold II.                         |  |  |  |  |  |  |  |             |
|                                     |                                    |  |                                 |                                     |  |  |  |  |  |  |  |             |
|                                     | Karel Ludvík Rakousko-Těšínský     |  |                                 |                                     |  |  |  |  |  |  |  |             |
|                                     |                                    |  |                                 |                                     |  |  |  |  |  |  |  |             |
|                                     |                                    |  |                                 | Marie Ludovika Španělská            |  |  |  |  |  |  |  |             |
|                                     |                                    |  |                                 |                                     |  |  |  |  |  |  |  |             |
|                                     | Marie Terezie Izabela Rakouská     |  |                                 |                                     |  |  |  |  |  |  |  |             |
|                                     |                                    |  |                                 |                                     |  |  |  |  |  |  |  |             |
|                                     |                                    |  |                                 | Fridrich Vilém Nasavsko-Weilburský  |  |  |  |  |  |  |  |             |
|                                     |                                    |  |                                 |                                     |  |  |  |  |  |  |  |             |
|                                     | Jindřiška Nasavsko-Weilburská      |  |                                 |                                     |  |  |  |  |  |  |  |             |
|                                     |                                    |  |                                 |                                     |  |  |  |  |  |  |  |             |
|                                     |                                    |  |                                 | Luisa Isabela z Kirchbergu          |  |  |  |  |  |  |  |             |
|                                     |                                    |  |                                 |                                     |  |  |  |  |  |  |  |             |